# Шафаренко, Станислав Вадимович
Станислав Вадимович Шафаренко (бел. Станіслаў Вадзімавіч Шафарэнка; род. 1 августа 1996 года, Мозырь) — белорусский борец классического стиля. Трёхкратный чемпион Белоруссии. Мастер спорта.

## Биография
Станислав родился 1 августа 1996 года в городе Мозырь Гомельской области Белоруссии. Начал заниматься греко-римской борьбой с 2004 года, первыми тренерами являлись Николай Тройников и Малик Эскендаров.

## Спортивная карьера
В 2011 году Станислав выиграл республиканский турнир среди кадетов «Олимпийские дни молодежи Республики Беларусь по греко-римской борьбе» и был удостоен представлять свою страну на первенстве Европы, который прошёл в Польше.
В 2014 году стал вторым на первенстве Белоруссии среди юниоров. В 2016 году он выиграл первенство страны среди юниоров и стал участником первенства Европы в Румынии, но стал лишь седьмым.
В 2017 году выиграл бронзовую медаль на взрослом чемпионате Белоруссии и стал пятым на первенстве Европы среди борцов до 23 лет 2017 в Польше. В 2018 году снова добыл бронзовую медаль на чемпионате страны среди взрослых и золотую медаль на первенстве Белоруссии среди юниоров, а также был участником международного турнира Иван Поддубный в России, первенства Европы среди борцов до 23 лет в Турции и турнира памяти Олега Караваева в Минске.
В 2019 году стал финалистом чемпионата Белоруссии в весе до 82 кг и победителем первенства Республики Беларусь до 23 лет, на первенстве Европы 2019 до 23 лет в Сербии он добыл бронзовую медаль. На первенстве мира до 23 лет 2019 в Венгрии стал лишь девятым.
В 2020 году Шафаренко выиграл впервые национальный титул среди взрослых и поехал на чемпионат Европы 2020, который прошёл в Италии, где он занял пятое место.
В январе 2021 года стал вице-чемпионом страны. В конце февраля 2021 года Станислав стал третьим на международном турнире в Киеве (Украина).
В мае 2022 года стал финалистом первого турнира лиги Поддубного в Москве (Россия). В сентябре 2022 года занял третье место на международном турнире памяти Аксёнова в Новосибирске (Россия). В январе 2023 года Станислав снова стал победителем чемпионата Республики Беларусь, в весовой категории до 82 кг. В 2023 году принял участие на чемпионате мира в Сербии.
В июне 2024 года победил на турнире по греко-римской борьбе на Спортивных играх стран БРИКС в Казани (Россия).

## Спортивные достижения
- 2020, 2022, 2023 Чемпионат Белоруссии — ;
- 2019, 2021 Чемпионат Белоруссии — ;
- 2017, 2018 Чемпионат Белоруссии — ;
- 2019 Первенство Европы до 23 лет — ;
- 2024 Спортивные игры БРИКС — ;